# マルク・ソレル
- マルク・ソレール

マルク・ソレル・ヒメネス（Marc Soler i Giménez、1993年11月22日 - ）は、スペイン、カタルーニャ州バルセロナ県ビラノバ・イ・ラ・ジャルトル出身の自転車競技（ロードレース）選手。

## 経歴
2018年、パリ～ニースにて逆転総合優勝を獲得。

## 主な戦績

### 2015年
- ツール・ド・ラヴニール 総合優勝

### 2016年
- ルート・デュ・スュド 区間1勝 (第4ステージ)

### 2018年
- パリ～ニース　 総合優勝、 新人賞

### 2020年
- トロフェオ・ポリェンサ 〜 ポート・ド・アンドラッチ 優勝
- ブエルタ・ア・エスパーニャ 区間優勝（第2ステージ）

### 2021年
- ツール・ド・ロマンディ 区間優勝（第3ステージ）

### 2022年
- ブエルタ・ア・エスパーニャ  総合敢闘賞（第5ステージ優勝）

### 2024年
- パリ〜ニース 区間優勝（第3ステージ・チームタイムトライアル）
- ブエルタ・ア・エスパーニャ 区間優勝（第16ステージ）

### 2025年
- ブエルタ・アストゥリアス・フリオ・アルバレス・メンド  総合優勝、 ポイント賞、 山岳賞（第4ステージ優勝）